# Wilhelm Richter (Pädagoge)
Wilhelm Richter (* 15. Dezember 1901 in Pagenkopf, Kreis Naugard; † 23. Juli 1978 in Berlin) war ein deutscher Pädagoge und Bildungshistoriker sowie Direktor der Pädagogischen Hochschule Berlin von 1949 bis 1958.
Nach dem Studium von Deutsch, Staatsbürgerkunde und Geschichte bis zum Staatsexamen 1928 promovierte Richter bei Friedrich Meinecke an der Friedrich-Wilhelms-Universität Berlin. In der Zeit als Studienreferendar trieb er Archivstudien zu Wilhelm von Humboldt, dessen politische Briefe für die Zeit als Preußischer Kultusminister er im Auftrag der Preußischen Akademie der Wissenschaften herausgab. Nach einer Tätigkeit auf der Insel Scharfenberg wurde er Gymnasiallehrer am Humboldt-Gymnasium Berlin, ab 1938 als Studienrat. 1947 wurde er der Leiter des Humboldt-Gymnasiums, nachdem dessen bisheriger Leiter Wilhelm Blume zum Direktor der neu gegründeten Pädagogischen Hochschule (PH) Groß-Berlin berufen worden war. Als die PH sich 1948 in einen östlichen und westlichen Teil spaltete, trat Blume zurück und Richter wurde zu seinem Nachfolger im westlichen Teil in Berlin-Lankwitz gewählt. Sein Anliegen war es, die PH als wissenschaftliche Hochschule zu profilieren.
Nach dem Direktorat wurde er Dozent für Kultur- und Erziehungsgeschichte (1958–1967) und Honorarprofessor für Pädagogik an der FU Berlin (1958–1967). Er war aktiv in der Gesellschaft für christlich-jüdische Zusammenarbeit.
Richter publizierte grundlegende bildungshistorische Studien zu Berlin.

## Schriften
- Berliner Schulgeschichte: von den mittelalterlichen Anfängen bis zum Ende der Weimarer Republik, hg. v. Marion Klewitz. Colloquium, Berlin 1981, ISBN 3-7678-0538-3.
- Der Wandel des Bildungsgedankens: die Brüder von Humboldt, das Zeitalter der Bildung und die Gegenwart, Colloquium, Berlin 1971, ISBN 3-7678-0295-3.
- als Hrsg.: Wilhelm von Humboldt, Gesammelte Schriften: Politische Briefe. Bd. 1: 1802–1813. Berlin/ Leipzig 1935. (Neudruck: 1965)